# 三好杏依
三好 杏依（みよし あい、2000年5月8日 - ）は、日本の女優（元子役）、モデルである。東京都出身。歌手の三好音色は実姉。

## 略歴
2000年、生後1か月で芸能界デビュー。本人は、「姉が入ってて気付いたら入ってた」と述懐。幼少期の愛称はヨーダちゃん。

## 人物
趣味は読書、小物集め。特技はジャズダンス、ケンダマ。
好きな漫画はひよ恋。好きな映画はるろうに剣心。
好きな動物は犬と猫とモモンガ。犬を3匹飼っている。
好きな音楽は西野カナ。
好きなファミレスはジョナサンとサイゼリヤ。
好きなコンビニはローソン。
好きな女性タレントは上戸彩、ベッキー。
好きな男性タレントは佐藤健、神木隆之介、陣内孝則、小日向文世、石塚英彦。
小さい頃なりたかった職業はケーキ屋さん。ゾンビ好き。

## 出演

### 舞台
- Gフォース
  - 『氷雪の門〜昭和20年、乙女たちが決めたこと〜』[3]
    - （2018年8月28日 - 9月2日、中野・テアトルBONBON） - 水沢夏江 役
    - （2019年8月27日 - 9月1日、中野・テアトルBONBON）- 川田美樹 役
    - （2019年9月7日 - 8日、松浦市文化会館ゆめホール）- 川田美樹 役
    - （2022年8月25日 - 28日、上野ストアハウス） - 佐藤智恵子 役
- 『永遠にムーン』（2021年9月21日 - 26日、日暮里d-倉庫） - かぐや 役
- 『Nirvana』（2021年12月1日 - 5日、シアターブラッツ） - スカイ 役
- 『どぎまぎメモリアル』（2022年3月16日- 21日、バルスタジオ） - 藍堂瑠衣 役(B公演)
- 『どん底ボトムアウト』（2022年5月4日- 8日、バルスタジオ） - 桐乃桃子 役
- 『お嬢の微妙な冒険』（2022年6月1日- 5日、シアター・アルファ東京） - 飛崎ボニータ 役
- 『親父のテイスティー』（2022年7月13日- 18日、バルスタジオ） - 萩原メンマ 役
- 『遠き日の落球 2024 あの時から続いているから今なんだ…』（2024年3月20日 - 24日、シアター・アルファ東京） - 持田早紀 役[4]

### 映画
- 海猫（2004年） - 美輝 役
- 赤い文化住宅の初子（2007年）
- Life 天国で君に逢えたら（2007年） - 飯島寛子（幼少） 役
- スマイル 聖夜の奇跡（2007年） - 豊島愛 役
- ハダカの美奈子（2013年） - ヒスイ 役
- 世田谷区, 39丁目（2014年） - 藤川睦 役
- 平成ライダー対昭和ライダー 仮面ライダー大戦 feat.スーパー戦隊（2014年） - マリ 役
- 3月のライオン後編 - 佐倉ちほ 役

### テレビドラマ
- 大好き!五つ子2（2000年、TBS） - 赤ちゃん 役[2]
- ブレインマックス（2003年、BS日テレ）
- こちら本池上署 5 第7話（2005年、TBS）
- 積木くずし真相〜悲しい家族の最終章〜（2005年、フジテレビ） - 朋美（幼少） 役
- 月曜ミステリー劇場 検察審査会（2005年、TBS）
- 1リットルの涙（2005年、フジテレビ） - 池内理加 役
- 木曜時代劇 慶次郎縁側日記 第5話（2006年、NHK）
- 鉄板少女アカネ!!（2006年、TBS） - 神楽アカネ（幼少） 役
- 法の庭（2007年、フジテレビ） - 田所美久 役
- 愛のうた!（2007年、TBS） - 黒川花梨 役
- エジソンの母 第3話（2008年、TBS）
- 夢をかなえるゾウ（2008年、読売テレビ） - エミ 役
- 252 生存者あり エピソードゼロ　（2008年、日本テレビ） - 美希 役
- 新春ドラマスペシャル 福助（2010年、東海テレビ） - かすみ 役
- 時々迷々 第30回「恐竜さんぽ」(2011年、NHK教育) - 主役・ユウキ 役
- 贖罪 第2話（2012年1月15日、WOWOW）
- 土曜ワイド劇場 森村誠一の終着駅シリーズ26「殺意の奔流」（2012年、テレビ朝日） - 美穂（幼少） 役
- 月曜ゴールデン「税務調査官 窓際太郎の事件簿24」（2012年、TBS） - 麻衣（幼少） 役
- 5人のジュンコ（2015年、WOWOW）
- ドクターX〜外科医・大門未知子〜 第2話（2021年10月21日 テレビ朝日）－　ホステス役

### バラエティ
- おはスタ（2014年4月7日 - 2015年3月27日、テレビ東京） - おはガールふわわ
  - ゲスト出演（2020年8月27日[注 1]）

### CM
- バンダイ メガブロック（2003年）
- 花王 メリット（2005年）
- ソニー ハイビジョンハンディカム 入学式篇（2006年） - 女の子 役
- イオン（2006年）
- 花王 メリット〜母の髪飾り篇〜（2007年）
- バンダイ プリキュア5（2007年）
- イオン 夏ギフト（2007年）
- 日本損害保険協会 地震保険 赤防災ずきんちゃん（2007年 - 2009年）
- イオン 冬ギフト（2007年）
- ソニーハンディカム ずっとランドセル篇（2008年）
- イオン 早得・夏ギフト（2008年）
- イオン（2008年 - 2009年）
- マクドナルド ハッピーセット・ポケモン篇（2010年）
- SUZUKI パレット 家族の季節・ダイヤモンドダスト篇（2011年）
- ミツカン 酢・野菜たちの声篇（2011年）
- 東京ディズニーランド クリスマス・ファンタジー（2011年）
- JR西日本 スーパー早特きっぷ やっぱり!新幹線!熊本（阿蘇）編（2014年 - 2015年）
- オリエンタルランド 東京ディズニーシー キャンキャン、春キャン編（2014年 - 2015年）
- ピクサー・アニメーション・スタジオ アーロと少年（2016年）

### 雑誌
- ナイスデーファミリー（2001年夏号）
- タオルで作る赤ちゃんの服（2001年、ブティック社）
- 動物デザインの赤ちゃん小物（2001年、ブティック社）
- ピュアピュア（2007年）
- Chu→Boh Vol.65（2015年、海王社）
- Chu→Boh Vol.71（2016年、海王社）

### 広告
- イトーヨーカ堂（2003年）
- ジャスコ（2003年、2004年）
- シジシージャパン（2004年）
- 学研「はなまるきっず」（2004年）
- ドーシシャ「大型プール」（2005年）
- 東芝企業広告（2005年）
- 三井不動産「ファインコート」（2006年9月23日 - 2007年3月22日）
- マイカルサティ 東日本全域（2006年）
- ユナイテッドアローズ（2007年）
- 髙島屋七五三（2007年）
- イオン（2012年〜）
- しまむら（2012年〜）

### カタログ・パンフレット
- ユニクロ 秋冬（2003年）
- コクヨ 商品カタログ（2005年9月 - 2006年9月）
- 日本児童教育専門学校（2006年）